# Tetramorium fezzanense
Tetramorium fezzanense är en myrart som beskrevs av Bernard 1948. Tetramorium fezzanense ingår i släktet Tetramorium och familjen myror. Inga underarter finns listade i Catalogue of Life.